# Куандо Кубанго
Куандо Кубанго (на португалски: Cuando Cubango, произнася се по-близко до Куанду Кубангу) е провинция в югоизточна Ангола. Площта ѝ е близо 200 000 квадратни километра, а населението едва 140 000 души. Менонге е столицата на провинцията. Името идва от двете реки, протичащи през провинцията - Куандо и Кубанго (Окаванго).